# TV Globo Pernambuco
TV Globo Pernambuco é uma emissora de televisão brasileira sediada no Recife, capital do estado de Pernambuco. Opera no canal 13 (36 UHF digital) e é uma emissora própria da TV Globo. Transmite sua programação para 54 municípios do estado, juntamente com a TV Asa Branca e a TV Grande Rio, além de contar com uma retransmissora no arquipélago de Fernando de Noronha.

## História

Roberto Marinho (3º da esq. p/ dir.) e Walter Clark (1.° à direita) durante a inauguração da emissora, em 1972.

Em 1965, ao adquirir o espólio de emissoras de televisão e rádio das Organizações Victor Costa, as Organizações Globo levaram consigo a concessão do canal 13 VHF do Recife, outorgada originalmente em 1962 para os sócios da Rádio Relógio, Osano de Albuquerque Braga e Júlio Jésum de Carvalho, que venderam tudo para a OVC no início da década de 1960. A ideia original de Roberto Marinho, porém, não era montar uma emissora do zero, e sim comprar parte das ações da TV Jornal do Commercio, que já possuía toda uma estrutura técnica pronta e padronizada para uma televisão, mas F. Pessoa de Queiroz recusou a sociedade — não obstante, a TV Jornal chegou a levar ao ar atrações da Globo como o Jornal Nacional, o Programa Silvio Santos e algumas telenovelas, junto a programas da TV Record (cabeça de rede da Rede de Emissoras Independentes), TV Excelsior (fechada pela ditadura militar em 1970) e suas atrações locais, do fim dos anos 60 até pouco antes da inauguração da filial pernambucana da Globo. A TV Globo Nordeste foi inaugurada em 22 de abril de 1972, sendo a sexta emissora própria da Rede Globo. Para comemorar o feito, no dia seguinte à sua inauguração, a rede levou ao ar para todo o país o programa Buzina do Chacrinha, que foi apresentado ao vivo por Abelardo Barbosa (natural de Pernambuco) direto do Ginásio de Esportes Geraldo Magalhães, sendo esta a primeira dentre tantas transmissões especiais feitas pela emissora a nível nacional e regional.
A TV Globo Nordeste foi inaugurada no limite do prazo que o DENTEL estabelecia entre a outorga e o início das transmissões, e como os planos iniciais de Roberto Marinho haviam fracassado, ela teve que ser implantada às pressas e de modo precário, reutilizando equipamentos das outras filiais. Parte dos comerciais era feita com slides manuais, seguidos de uma locução in-off, e eles chegavam a ficar cheios de marcas de digitais de tanto serem utilizados. O transmissor, que havia sido usado anteriormente pela TV Globo Brasília, tinha 5 kW de potência e fazia com que o sinal da emissora chegasse aos telespectadores em péssima qualidade. Seus estúdios foram construídos num dos pontos mais elevados da região, no alto do Morro do Peludo em Olinda, enquanto o departamento de jornalismo e o setor comercial trabalhavam na capital, no Edifício Ambassador, no bairro da Boa Vista, criando dificuldades operacionais que só se resolveram em 1978, quando ambos foram reunidos em Olinda. 80% da programação da rede chegava ao Recife via malote, com até dois dias de atraso da exibição original, e apenas os telejornais eram ao vivo, pois a Embratel ainda não tinha troncos de transmissão para o Nordeste e a operação via satélite era compartilhada com outras emissoras. Quando as fitas atrasavam, especialmente as das telenovelas, a Globo Nordeste tinha que reprisar um capítulo anterior ou botar de improviso uma programação diferente no ar.
Apesar da precariedade em seus anos iniciais, a emissora era uma peça chave — como o próprio nome dizia — na expansão e integração da Rede Globo pela região Nordeste, que na época de sua inauguração só possuía afiliadas na Bahia (TV Aratu), no Ceará (TV Verdes Mares) e no Maranhão (TV Difusora), transmitindo apenas parte da programação da rede. Em 1975, já haviam afiliadas em todos os outros estados nordestinos, com exceção apenas da Paraíba e do Rio Grande do Norte, que vinham recebendo o sinal gerado no Recife de maneira irregular, assim como o interior de Pernambuco. Em 1977, foram instaladas retransmissoras no canais 10 VHF de João Pessoa e 13 VHF de Natal, fechando assim a cobertura nacional da Rede Globo em todas as capitais do país, e em 1978, para interiorizar o sinal em Pernambuco, a emissora começou a utilizar as retransmissoras do Departamento de Telecomunicações de Pernambuco (DETELPE), chegando a cidades como Caruaru e Petrolina. A emissora dividia as antenas com a TV Universitária, que emitia sua programação desde a entrada no ar durante a manhã até as 16h, quando entrava a programação da Globo, num esquema que se manteve até 1983. As retransmissoras do DETELPE foram utilizadas até 1995, quando a emissora investiu em suas próprias retransmissoras.
Esse aspecto durou até a segunda metade da década de 1980, quando a Globo ganhou afiliadas em João Pessoa e Natal, tendo seu sinal substituído, respectivamente, pela TV Cabo Branco e TV Cabugi, voltando o seu foco apenas para Pernambuco. Em 1991, a cobertura da emissora foi reduzida apenas à porção leste do estado, com a criação da TV Asa Branca e da TV Grande Rio, que ficaram responsáveis pelo agreste e pelo sertão, respectivamente. A posição da TV Globo Nordeste como ponto de integração das emissoras da região foi então ressignificada a partir de 2000, quando a Rede Globo criou o projeto regional Nordeste Integrado, época em que surgiram atrações como o São João do Nordeste e um aumento considerável da produção de especiais pela emissora e por algumas afiliadas da região, transmitidos em rede em diversas ocasiões, como acontece até os dias de hoje.
Em 2003, durante uma madrugada, um curto-circuito num ar-condicionado causou um incêndio na redação do departamento de jornalismo da emissora. Funcionários e o Corpo de Bombeiros conseguiram controlar o fogo, que destruiu duas salas do setor, e incendiou as fitas com as matérias que seriam exibidas no Bom Dia Pernambuco da manhã seguinte, prejudicando a exibição do telejornal que teve de ser improvisado com reportagens ao vivo e entrevistas.
Em 29 de dezembro de 2015, por volta das 3h21, um raio atingiu a sede da emissora em Olinda, danificando equipamentos e prejudicando a exibição da programação local. A emissora teve que utilizar um relay de emergência para manter o sinal no ar, que era feito pela TV Centro América de Cuiabá, Mato Grosso, e usado pelas afiliadas da Rede Globo em caso de pane no sinal principal vindo do Rio de Janeiro (Rede Fuso) ou problema interno. O Bom Dia Pernambuco teve que ser cancelado, e a emissora acabou tendo que exibir o Bom Dia Mato Grosso. Durante a manhã, os problemas foram sanados e a emissora voltou a exibir a programação local normalmente, no entanto, precisou interromper suas transmissões pelas duas madrugadas seguintes para realizar manutenções técnicas.

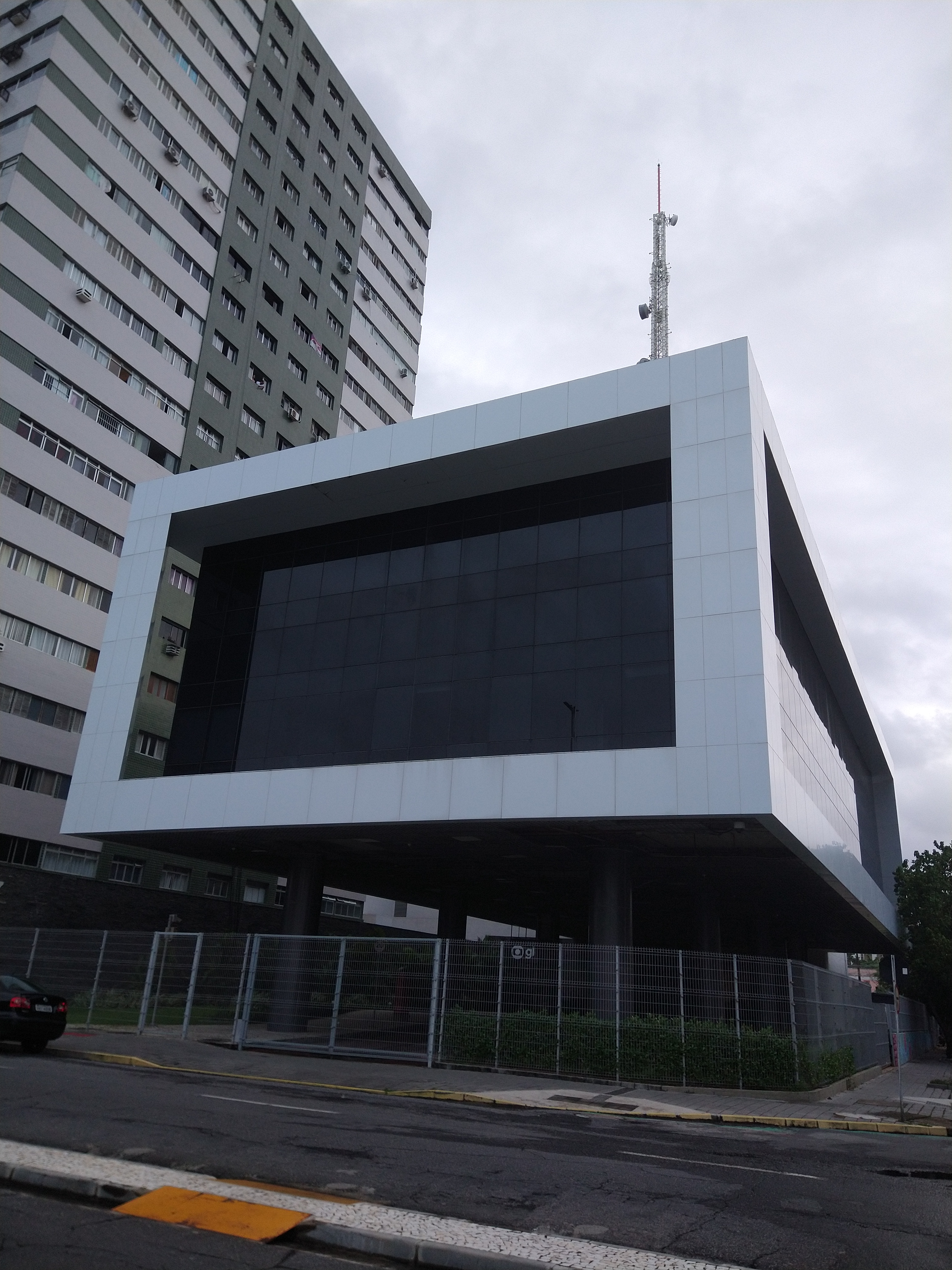
Sede da emissora, em 2022.

Em 23 de janeiro de 2018, a TV Globo Nordeste passou a gerar sua programação a partir de uma nova sede na capital pernambucana, localizada no bairro Santo Amaro, onde já funcionavam os transmissores digitais desde 2009. A construção havia sido anunciada durante as comemorações do aniversário de 40 anos da emissora, em 20 de abril de 2012 e, naquela data, os telejornais foram apresentados especialmente num estúdio de vidro montado no terreno da futura sede, com vista para o Rio Capibaribe. O novo edifício, projetado pelo escritório Pontual Arquitetos, do arquiteto Carlos Fernando Pontual, começou a ser construído em abril de 2015. Ocupando uma área de 12.607 m², conta com um bloco comercial (bloco Aurora), bloco de conteúdo (estúdios, redação e áreas técnicas), bloco de serviços (infraestruturas prediais), o prédio dos transmissores e a torre já existentes, além de 189 vagas de estacionamento. Em 31 de julho de 2017, o departamento comercial — único a funcionar separado do resto da emissora desde 1978 — até então sediado no Empresarial Center II em Boa Viagem, migrou para o novo prédio, os departamentos de jornalismo e operações em Olinda mudaram-se em dezembro, e a produção dos telejornais definitivamente no mês seguinte.
Em março de 2021, a emissora passou a se chamar TV Globo Pernambuco, nome que já era utilizado nas suas redes sociais e em planos comerciais desde 2019, mantendo o nome TV Globo Nordeste em ações e programas voltados para toda a região.

## Sinal digital
| Canal virtual | Canal digital | Resolução de tela | Programação                                          |
| ------------- | ------------- | ----------------- | ---------------------------------------------------- |
| 13.1          | 36 UHF        | 1080i             | Programação principal da TV Globo Pernambuco / Globo |

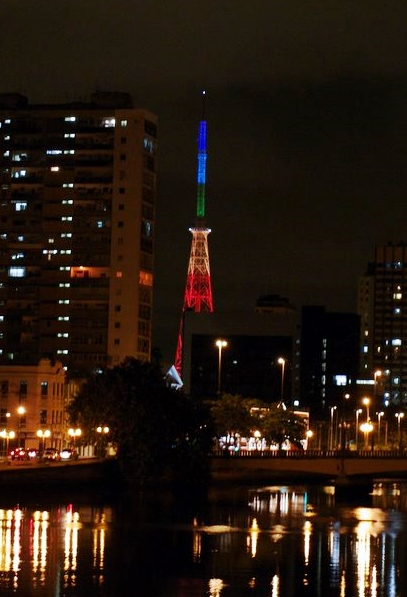
Vista noturna da Rua da Aurora, e ao fundo a torre de TV digital da emissora no Recife, 2010.

A emissora iniciou as transmissões experimentais do seu sinal digital em 7 de maio de 2009. Em 16 de maio, foi feito o anúncio oficial às 11h55, com a exibição de dois informativos sobre a TV Digital, o primeiro apresentado por Meiry Lanunce e o segundo por Zeca Camargo. Em seguida, ao meio-dia, foi exibido o Nordeste Viver e Preservar em alta definição, que foi a primeira produção exibida nesse formato pela emissora.
Em 15 de junho, o sinal digital foi oficialmente inaugurado durante o último bloco do NETV 2.ª edição, com a transmissão ao vivo da cerimônia realizada no Clube Barrozo, apresentada por Francisco José e Meiry Lanunce. O marco inicial das transmissões foi quando a torre de transmissão da emissora, uma estrutura branca de 137 metros de altura e 60 refletores de LED, apresentou um "show de luzes e sons", e posteriormente passou a formar um espectro de cores similar ao do logotipo da Globo. Em 26 de setembro de 2011, a emissora passou a produzir todos os seus telejornais e programas locais em alta definição. Em 14 de janeiro de 2015, a TV Globo Nordeste passou a transmitir o sinal dela por satélite.

### Transição para o sinal digital
Com base no decreto federal de transição das emissoras de TV brasileiras do sinal analógico para o digital, a então TV Globo Nordeste, bem como as outras emissoras do Recife, cessou suas transmissões pelo canal 13 VHF em 26 de julho de 2017, seguindo o cronograma oficial da ANATEL. A emissora fez a geração local da partida entre Santos x Flamengo, válida pela Copa do Brasil, narrada por Rembrandt Júnior, além de um boletim local sobre o desligamento analógico. O sinal da emissora foi interrompido às 23h59 durante a exibição do Profissão Repórter, sendo substituído por um aviso do MCTIC e da ANATEL sobre o switch-off.

## Produções em andamento
Além de retransmitir a programação nacional da TV Globo, a emissora produz e exibe os seguintes programas locais:
- Bom Dia Pernambuco[18]
- NETV 1.ª edição[18]
- NETV 2.ª edição[18]
- Globo Comunidade PE[18]
- Globo Esporte PE[18]

### Entretenimento
Devido à rigidez da grade de programação nacional, que só abria espaços para o jornalismo, a Globo Nordeste teve poucas incursões na área do entretenimento em seus primeiros anos. O primeiro programa do gênero na emissora foi o musical Canta Nordeste, apresentado aos sábados por Jota Raposo, que recebia artistas da região, e era exibido no início da década de 1980. Mais tarde, o nome "Canta Nordeste" seria reaproveitado para um festival musical organizado pela emissora. Em 1982, foi criado o bloco local do TV Mulher, apresentado por Stella Maris Saldanha, saindo do ar em 1986 para dar lugar ao Xou da Xuxa.
Anos depois, na esteira do projeto Nordeste Integrado criado em 2000, a emissora passou a produzir programas de temporada durante os sábados, além de especiais de fim de ano com músicos da região (ver abaixo). Em 2006, a emissora estreou o Globo Verão, exibido durante o mês de janeiro, e que mostrava atrações musicais e matérias especiais, sendo apresentado por Meiry Lanunce direto da praia de Porto de Galinhas. O programa ficou no ar até 2012, quando foi substituído no ano seguinte pelo Verão Nordeste. Em outubro do mesmo ano, a emissora estreou o Nordeste Viver e Preservar, programa composto de matérias especiais que falam sobre a fauna e a flora da região, apresentado por Francisco José e Beatriz Castro. Em 2009, o programa foi o primeiro da emissora a ser exibido em alta definição.
Em junho de 2008, estreou o Globo Inverno, programa que mostrava o cotidiano das regiões frias de Pernambuco, e era apresentado por Evaristo Filho. O programa se manteve no ar até 2011. No mesmo mês, estreou o Agora Curta, programa de curta-metragens transmitido aos domingos após o Lance Final, apresentado por Hermila Guedes, e ficando no ar até 2009. Nesse mesmo ano, estreou o Espaço PE, que mostra séries de reportagens sobre a cultura do estado, e sempre é exibido durante o período de hiato dos programas por temporadas ou quando não são exibidos especiais.
Entre 10 de janeiro e 11 de abril de 2015, a emissora exibiu o programa infantil Contarolando, apresentado por Carol Levy, que mostrava histórias e músicas contadas através de fantoches. O programa era produzido em parceria com a produtora Onomatopeia, e era exibido aos sábados de manhã.
Em 9 de novembro de 2019, seguindo a mesma linha de outras afiliadas da Globo aos sábados, estreou o programa É Pipoco!, apresentado por Beto Café, vindo da TV Clube, e pela cantora e atriz Isa Melo. A atração possuía vários quadros de entretenimento, variedades e entrevistas com personalidades, feitas pelos apresentadores e por nomes como Alcione Alves ("E Zaga"), Tayoo, Kami Ferreira, Dan Skull ("Players") e Gabriel Oliveira ("Ordinário News"), além de produção musical do DJ Bregoso. A cada edição, o programa era gravado em algum lugar do Recife. A atração ficou no ar até 7 de dezembro, sendo renovada para uma segunda temporada em 2023.
Entre 29 de agosto e 19 de setembro de 2020, com a queda nos lucros com publicidade em razão da pandemia de COVID-19, a TV Globo Pernambuco exibiu aos sábados o programa Destino Shop, apresentado em home office por Beto Café. A atração consistia em seis blocos de anúncios personalizados com promoções de vários tipos de produtos, similar aos canais de televendas, como o Shoptime. Essa foi a primeira vez que a Globo ou uma de suas emissoras abriu espaço para infomerciais na programação em toda a história.

### Jornalismo

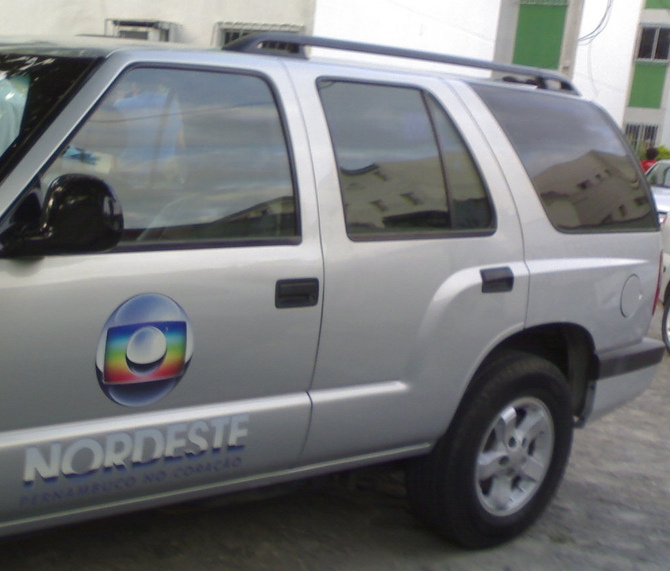
Antigo carro de reportagem da emissora.

No seu início, assim como acontecia nas demais emissoras da Globo, eram produzidas versões ou blocos locais dos noticiários da rede. O Hoje de início era inteiramente local, e em 3 de junho de 1974, quando a versão carioca passou a ser exibida em rede nacional, a versão pernambucana transformou-se num bloco local, que também era exibido aos sábados. De início, a apresentação era de Maria Anunciada e Roberto Nogueira. Algum tempo depois, Nogueira foi para a TV Rádio Clube, sendo substituído por nomes como Paulo Roberto, Tony Almeida e Glauber Milach, que fizeram dupla com Maria Anunciada até 1977, quando Marilena Breda assumiu o agora Jornal Hoje.
Ao longo do dia, era exibido O Globo em Dois Minutos, com pequenas informações sobre o cotidiano da cidade, além do esportivo Dois Minutos com Luiz Cavalcanti, que antecedia o Jornal Nacional. Este por sua vez, tinha um bloco local que estreou sob apresentação de Jerônimo Filho, substituído cinco meses depois por Cícero de Moraes. Em 1974, passaram a ser produzidos o Plantão Globo, boletim informativo que substituiu O Globo em Dois Minutos, e a versão local do Globinho, voltado ao público infantil, tendo sido feito por nomes como Maria Oliveira, Anamélia Maciel e Maria Anunciada, esta última também apresentadora do Jornalismo Eletrônico, exibido na faixa noturna a partir de 1976, antes da novela das dez. Também chegou a ser produzido ainda um bloco local do programa de entrevistas Painel, que era feito no Rio de Janeiro por Berto Filho, e no Recife, por Cícero de Moraes.
Em 2 de abril de 1979, estreou o Jornal das Sete, uma tentativa da Globo de aumentar o espaço voltado ao jornalismo local em suas afiliadas, o que era impossível no bloco local do JN. Cícero de Moraes manteve-se no novo telejornal até 1981, quando foi substituído por Cacá Teixeira. Já em 1982, estreou o Globo Cidade, um boletim de reportagens comunitárias apresentado ao longo da programação, que ficou no ar 2008, quando foi substituído pelo Radar NE.
Em 3 de abril de 1983, a proposta de jornalismo local da emissora é reformulada com o surgimento do NETV, em substituição ao Jornal das Sete, e sob a apresentação de Maria Anunciada. Como na época a Globo Nordeste mantinha retransmissoras na Paraíba e no Rio Grande do Norte, por não haver afiliadas da Globo, o telejornal era responsável por englobar as notícias sobre esses dois estados junto as de Pernambuco, com o auxílio de Aldira Alves e Roberto Menezes. Em junho do mesmo ano, o bloco local do Jornal Hoje também é extinto e o NETV passa a ter uma edição ao meio-dia, apresentada por Marilena Breda, que também apresentava o JH pouco antes da sua extinção. Nesta mesma época, Hugo Esteves substitui Maria Anunciada na ancoragem da edição noturna do telejornal.
Em março de 1983, o NETV também estreou sua terceira edição, que era exibida logo após o Jornal da Globo e era apresentada por Cacá Teixeira, e posteriormente por Maria Anunciada, ficando no ar até 1989. Aos domingos, o NETV também teve uma edição exibida após o Fantástico entre 25 de março de 1984 e 21 de junho de 1987. Em 1989, a primeira edição do telejornal é extinta, e volta ao ar apenas em 1992.
Em 22 de maio de 1989, o jornalismo foi reforçado durante as manhãs com a estreia do Bom Dia Pernambuco, apresentado por Duda Amaral, chefe de redação da emissora. Após a saída de Duda, que passou a ficar apenas na função de chefe de redação, o telejornal passou a ser comandado por nomes como Hugo Esteves, Sylvia Távora, Hélter Duarte, Fernando Rêgo Barros e Marianne Brito. Em junho de 2003, Meiry Lanunce passou a ser a âncora do telejornal.
Em 1991, a emissora criou nas manhãs de domingo o Globo Comunidade, jornalístico voltado aos interesses da comunidade, como o próprio nome diz, apresentando debates, entrevistas e reportagens sobre reivindicações e problemas locais, dando voz à setores da sociedade civil como os próprios cidadãos e também sindicatos. O formato do programa foi mais tarde expandido para as outras filiais da Globo pelo país. Em 1992, com a volta da primeira edição do NETV, Jacqueline Calábria e Sylvia Távora assumiram-na junto com Hugo Esteves, que passou a apresentar as duas edições até 1994, quando Hélter Duarte, vindo da TV Anhanguera, passa a ser o âncora do telejornal na primeira edição. Hélter foi substituído por Renata Echeverria em 1996, e em 1999, Mônica Silveira assumiu o NETV 1.ª edição, passando a fazer dupla com Fernando Rêgo Barros em 2000. Fernando fica até 2001, sendo substituído por Evaristo Filho, que fica até 2005, deixando Mônica sozinha na bancada até 2007 quando passou a dividi-la com Márcio Bonfim.
Em 2002, pouco depois do término da Copa do Mundo, a emissora estreou o programa esportivo Lance Final, que era exibido aos domingos após o Fantástico. O programa resumia o desempenho dos times pernambucanos nos jogos da rodada e também contava com análises de lances das partidas. Foi apresentado por Léo Medrado entre 2002 e 2007, e com sua mudança para a TV Nova Nordeste, passou a ser apresentado por Rembrandt Júnior, com os comentários de Chiquinho. O programa foi extinto em 28 de dezembro de 2014, passando a ser apresentado apenas via internet no site da emissora.
Em 2009, o NETV deixa de ser exibido para o restante do estado de Pernambuco, e passa a ser exibido apenas para a área de cobertura da Globo Nordeste. Em 2009, Mônica Silveira passa a fazer apenas reportagens para a emissora, e Clarissa Góes passa a ancorar o telejornal ao lado de Márcio Bonfim. Em 2011, a emissora ganha uma versão inteiramente local do Globo Esporte, apresentada por Juliana Maggi. Após a mudança de Juliana para o Rio de Janeiro, George Guilherme passou a apresentar o esportivo.
Em 2011, os telejornais passaram a ser temporariamente feitos da redação da Globo Nordeste, devido a reforma no estúdio da emissora para a criação de um novo cenário, que passou contar com um videowall com 9 telões de 47 polegadas, além de uma pequena bancada e mais duas TVs onde eram feitos os links ao vivo. O novo cenário foi inaugurado em 14 de março de 2011. Em 2012, o jornalismo da emissora passou a contar com o Globocop, usado pela primeira vez durante a cobertura do Galo da Madrugada.
Em janeiro de 2014, a emissora passou a dispor de uma super unidade móvel para transmissões de eventos. A unidade móvel, baseada em um caminhão de externas, pode contar com até 28 câmeras, um estúdio móvel e um master para transmissão, e é similar as unidades utilizadas pela TV Globo Rio de Janeiro e TV Globo São Paulo para transmissões esportivas, shows ao vivo, entre outros eventos.
Em 15 de julho, Hugo Esteves, que apresentava o NETV desde 1983, deixa o noticiário para seguir carreira como ator, e seu posto é assumido por Wanessa Andrade. Em 30 de julho, após a cobertura da Copa do Mundo FIFA de 2014, a emissora estreia um novo cenário para os telejornais locais, com um enorme videowall e um telão menor utilizado para o set de entrevistas.
Em agosto, a emissora empenhou-se na cobertura do acidente aéreo que vitimou o candidato a presidente e ex-governador de Pernambuco, Eduardo Campos. Durante a semana, a emissora mostrou as reações dos pernambucanos a morte do político, e durante a madrugada do dia 17 de agosto, a emissora cobriu ao vivo a chegada dos restos mortais do candidato e de mais duas vítimas, Alexandre Severo e Carlos Augusto Percol, acompanhando o cortejo que levou milhares de pessoas as ruas por volta das 2 da manhã, até o Palácio do Campo das Princesas, no Centro, com imagens exibidas em rede nacional e para a GloboNews. Durante praticamente todo o dia, a emissora cobriu o velório e o enterro do candidato, abrindo mão de toda a programação nacional, e cancelando a exibição dos programas Globo Rural, Auto Esporte, Esporte Espetacular, Esquenta!, Temperatura Máxima, Futebol na Globo e de parte do Domingão do Faustão para o estado de Pernambuco, quando foram enterrados os restos mortais do candidato no Cemitério de Santo Amaro, em uma ação praticamente inédita na televisão pernambucana.
Em 2 de janeiro de 2017, a TV Globo Nordeste promoveu alterações nos comandos dos seus telejornais. Clarissa Góes, que estava desde 2008 no comando do NETV 1.ª edição, deixa o telejornal e volta a fazer apenas reportagens. Com isso, Márcio Bonfim torna-se o único âncora do noticiário. E no NETV 2.ª Edição, Wanessa Andrade é substituída por Meiry Lanunce, que deixa após quase 14 anos o seu posto no Bom Dia Pernambuco para o repórter Pedro Lins.
Em 23 de janeiro de 2018, com a mudança para sua nova sede, os telejornais da TV Globo Nordeste foram reformulados, a exemplo do que já havia sido feito em outras três emissoras próprias da Rede Globo. O Bom Dia Pernambuco e o NETV ganharam novos pacotes gráficos, com o último sendo renomeado para NE1 e NE2, um novo estúdio e aumentaram a interação e a participação popular através das redes sociais e dos aplicativos de mensagens. Coincidentemente, no mesmo dia em que ocorreram as estreias, o Globocop, helicóptero de jornalismo da emissora, modelo Robinson R44 de propriedade da Helisae, caiu na orla do Recife enquanto fazia imagens ao vivo para o Bom Dia Pernambuco em meio a um temporal, próximo ao bairro Brasília Teimosa. A queda matou o piloto Daniel Galvão e a 1.ª sargento da Aeronáutica Lia Maria Abreu de Souza, convidada para o voo (que morreu durante o trabalho de socorro), além de ferir gravemente o operador de transmissão Miguel Brendo Pontes Simões, levado para o Hospital da Restauração, onde faleceu em 1.º de fevereiro.
Em janeiro de 2019, George Guilherme deixa o Globo Esporte PE para assumir o núcleo de esportes da TV Globo Nordeste. Com isso, Tiago Medeiros, até então repórter do programa, assumiu a apresentação. Em 22 de setembro de 2020, mais uma "dança das cadeiras" é feita nos telejornais da Globo Nordeste. Após três anos e 9 meses nas reportagens, Clarissa Góes assume a apresentação do Bom Dia Pernambuco, substituindo Pedro Lins. Pedro passa a apresentar o NE1 no lugar de Márcio Bonfim, que deixa o telejornal depois de 13 anos e migra para o NE2, substituindo Meiry Lanunce. Meiry por sua vez passa a fazer reportagens, depois de 17 anos no comando dos telejornais da emissora.
Em 2022, Pedro Lins licenciou-se das suas funções como jornalista para estudar soluções tecnológicas em Londres, ficando afastado da emissora durante cerca de 6 meses. Com isso, em 18 de abril, o repórter Bruno Fontes assumiu a apresentação do NE1. No entanto, com menos de três meses na apresentação do telejornal, Bruno não correspondeu as expectativas da emissora e foi substituído por Maristela Niz, a partir de 4 de julho. Maristela continuou no telejornal até 3 de outubro, com o retorno de Pedro Lins a partir do dia seguinte. O jornalista ficaria no comando do NE1 até 15 de março de 2023, quando deixou definitivamente a emissora, e desde então, Maristela Niz reassumiu seu posto.
Em abril, a TV Globo promoveu uma série de demissões em vários setores, que também se estendeu aos departamentos de jornalismo das suas filiais. No caso da TV Globo Pernambuco, a diretora de jornalismo Jô Mazzarolo foi dispensada após 23 anos na emissora, e seu cargo foi extinto, de modo que a chefia de redação passou a ser controlada diretamente pela matriz da rede.

### Esportes
Nas décadas de 1980 e 1990, a emissora exibiu pontualmente diversas partidas de futebol envolvendo times pernambucanos, como jogos do Campeonato Brasileiro, além de partidas decisivas e finais do Campeonato Pernambucano. Nesta época, a maioria das partidas eram narradas pelo locutor Natan Oliveira. Em 2000, adquiriu pela primeira vez os direitos de transmissão completos do Campeonato Pernambucano, que haviam pertencido durante um ano à TV Pernambuco. Os altos índices de audiência alcançados pela concorrente haviam chamado a atenção da emissora, além da proposta da própria Rede Globo para que as afiliadas e emissoras próprias adquirissem os direitos de transmissão dos estaduais em suas respectivas áreas de cobertura.
Em 2017, a emissora também transmitiu regularmente jogos envolvendo times pernambucanos na Copa do Brasil e no Campeonato Brasileiro da Série A. Entre 2013 e 2017, transmitiu a Copa do Nordeste de Futebol, cobrindo jogos dos times pernambucanos na competição. Atualmente, os direitos de transmissão pertencem ao SBT e suas afiliadas na região Nordeste (no caso de Pernambuco, a TV Jornal).
Em 2013, também transmitiu a final da Liga de Basquete Feminino entre Sport x Americana, realizada em Recife no Ginásio Marcelino Lopes, onde o Sport se sagrou campeão da competição. E em 30 de setembro de 2022, mostrou para toda a região Nordeste as duas lutas do card principal do LFA 143, evento de MMA realizado no Geraldão. Até 2023, a narração dos eventos esportivos da emissora havia sido de Rembrandt Júnior, que havia substituído Natan Oliveira em 2000. Com a sua ida para a matriz da rede após a final do Campeonato Pernambucano, seu posto foi assumido por Denis Medeiros, vindo da TV Verdes Mares.

## Transmissões especiais

### Para o Nordeste
Em busca de reforçar uma identidade local, frente a tradição histórica das TVs pernambucanas de valorizar os artistas da terra, a emissora desde o início dos seus trabalhos promoveu festivais de música e programas especiais que eram exibidos na grade, e em certas ocasiões, também retransmitidos pelas outras afiliadas da Globo na região Nordeste. O primeiro deles foi o Vamos Abraçar o Sol, festival de música que aconteceu pela primeira vez em 1974 e durou até meados dos anos 80. Ele era realizado durante o verão, e para furar a rígida grade de programação da Globo, começava após a novela das oito e varava a madrugada até o dia amanhecer. Nos anos seguintes, vieram outros festivais, como o Frevança e o Canta Nordeste, que eram concursos musicais que lançaram ao estrelato vários artistas e estimularam a indústria musical local.
Na década de 1990, sob a direção de Valdir Oliveira, a emissora produziu vários especiais de teledramaturgia, coisa que não era feita na televisão local há mais de 20 anos. O primeiro deles, exibido em 14 de abril de 1995, dia de Sexta-feira da Paixão, foi A Promessa de Jeremias. Nos anos seguintes, vieram vários outros, como Caminho de Monte Santo, A Quadrilha (ambos em 1996) e O Santo Cibernético (1998). O setor de dramaturgia da emissora foi fechado em 1999, o que não a impediu de transmitir produções do gênero nos anos seguintes, através de parcerias com produtoras independentes.
Em 2000, a Rede Globo criou o projeto regional Nordeste Integrado, que alçou novamente a emissora à ponto de integração das emissoras da região. Desde então, passaram a ser produzidos vários especiais como documentários, teleteatros e musicais com artistas e ícones da região, como Reginaldo Rossi, Elba Ramalho, Luiz Gonzaga, Humberto Teixeira, entre outros. Muitos são exibidos pelas afiliadas em ocasiões especiais, ou apenas parte delas. Dentre eles, estão:
- Baile do Menino Deus (2007)
- Luiz Gonzaga Especial (2007)
- Reginaldo Rossi: 40 anos de reinado (2007)[43]
- O Poeta e o Cantador (2008)
- Arte Pernambuco (2009)
- Festival de Inverno de Garanhuns (2009)
- Centenário de Luiz Gonzaga (2012)
- Especial Dominguinhos (2013)
- Elba Ramalho: Cordas, Gonzaga e Afins (2014)
- Especial Camarão (2015)
- Humberto Teixeira 100 Anos (2015)
- Patrimônio Vivo (2015)
- Lucy Alves (2015)
- Chico Science: Caranguejo Elétrico (2016)[44]
- Josildo Sá: Sons da Latada (2016)[45]
- Bandeira do Divino (2016)
- Paulo Matricó: Ópera Cordelista Lua Alegria (2016)
- Chico César: Estado de Poesia (2016)
- Repercutir: Lucas e a Orquestra dos Prazeres (2017)[46]
- Danado de Bom: As Histórias e as Músicas de João Silva (2017)[47]
- Waldonys: Meu Ninho (2017)
- Reginaldo Rossi: Meu Grande Amor (2017)[48]
- Adiel Luna: A Matinada (2017)
- Fulô de Mandacaru: Acústico (2017)
- Som da Terra: 40 Anos (2018)
- Capital do Brega Show (2019)[49]
- Marina Elali e Eduardo Lages: Sucessos do Rei (2019)[50]
- Olhar Submerso: Naufrágios de Pernambuco (2019)[51]
- Lendas e Assombrações do Recife (2019)[52]
- Recife e Olinda - De Cada Um e De Todos (2021)
- Páscoa nas Comunidades (2021)
- Passos de Jesus (2021)
- Imortais: Os Grandes Clubes de Pernambuco (2021)[53]
- Setembro É Show (2021)
- Claudionor Germano 90 Anos (2022)[54]
- Galo da Madrugada - Enéas 100 Anos (2022)[54]
- Ritmos do Carnaval (2022)[54]
- Paredão Tropical (2022)[55]
- São João na Mesa (2022)[56]
- Deu Match (2022)[56]
- Piseiro (2022)[56]
- Luiz Gonzaga 110 Anos do Nascimento (2022)[57]

Das atrações transmitidas anualmente, estão o Verão Nordeste, programa feito em conjunto com as afiliadas da TV Globo durante o mês de janeiro, o espetáculo teatral da Paixão de Cristo de Nova Jerusalém, exibido tradicionalmente no Sábado de Aleluia da Páscoa desde 1995 (primeiramente em flashes ao vivo até 2006, quando passou a ser gravado), o São João do Nordeste, durante o período das festas juninas, e o Sabores do Nordeste, exibido desde 2021 no mês de julho, sobre a culinária típica da região. Durante o fim de ano, devido ao horário de verão, a emissora gerava exclusivamente para o Nordeste e parte do Norte do país o Show da Virada, com flashes ao vivo, entre 2010 e 2019.

### Carnaval
A emissora cobre as festividades do carnaval local desde 1991, com matérias especiais nos telejornais da emissora e o programa Carnaval de Pernambuco. A exemplo do Globeleza, que mostrava os desfiles das escolas de samba de São Paulo e do Rio de Janeiro, a emissora passou a transmitir ao vivo a festa do Galo da Madrugada em um programa especial exibido durante a manhã do desfile, das 9h até as 12h (até 13h20 em Pernambuco) e também durante a tarde de sábado, utilizando um estúdio panorâmico montado no Centro do Recife. A emissora também exibe flashes de outros eventos durante a programação e nos telejornais, como o Baile Municipal do Recife, realizado uma semana antes do início do Carnaval, os shows realizados no Marco Zero do Recife e também o desfile dos bonecos de Olinda, em especial d'O Homem da Meia-Noite, além da festa no interior do estado com o apoio da TV Asa Branca e da TV Grande Rio.

### Festas juninas
Durante o mês de junho, a emissora produz desde 2001 o especial São João do Nordeste, que conta com três programas; o musical com ícones dos nove estados da região (geralmente apresentado por membros da TV Globo ou músicos convidados), a transmissão ao vivo, que mostra os shows realizados em outros estados, e o Festival de Quadrilhas Juninas do Nordeste, competição que reúne as quadrilhas vencedoras dos arraiais promovidos pelas afiliadas da TV Globo na região, o que ocorre desde 1988. A emissora também exibe institucionais locais sobre os festejos e o Causos & Cantos, programa especial sobre as tradições juninas em Pernambuco.